# Comuna Nedanciîci, Ripkî
Nedanciîci (în ucraineană Неданчичі) este o comună în raionul Ripkî, regiunea Cernihiv, Ucraina, formată din satele Cervona Huta, Hrabivka, Komarivka, Mekșunivka, Nedanciîci (reședința), Nova Rudnea și Proletarska Rudnea.

## Demografie
Componența lingvistică a comunei Nedanciîci
     Ucraineană (95,43%)
     Rusă (3,05%)
     Alte limbi (1,11%)
Conform recensământului din 2001, majoritatea populației comunei Nedanciîci era vorbitoare de ucraineană (95,43%), existând în minoritate și vorbitori de rusă (3,05%).